# Daniel Fournier
Daniel Fournier (* November 1942) ist ein französischer Physiker mit Schwerpunkt experimentelle Hochenergiephysik.
Er ist beim französischen CNRS (und dessen Institut national de physique nucléaire et de physique des particules, IN2P3) verantwortlich für den ATLAS-Detektor am Large Hadron Collider und insbesondere einer der Initiatoren und Entwickler von dessen elektromagnetischen Kalorimeter auf Basis von flüssigem Argon. Er ist am CERN und  lehrt auch an der Universität Paris-Süd.
2011 erhielt er den Prix Jean Ricard und 1993 die Silbermedaille des CNRS.